# Raphiscopa undulata
Raphiscopa undulata är en fjärilsart som beskrevs av Felder och Alois Friedrich Rogenhofer 1875. Raphiscopa undulata ingår i släktet Raphiscopa och familjen nattflyn. Inga underarter finns listade.